# 野付埼灯台

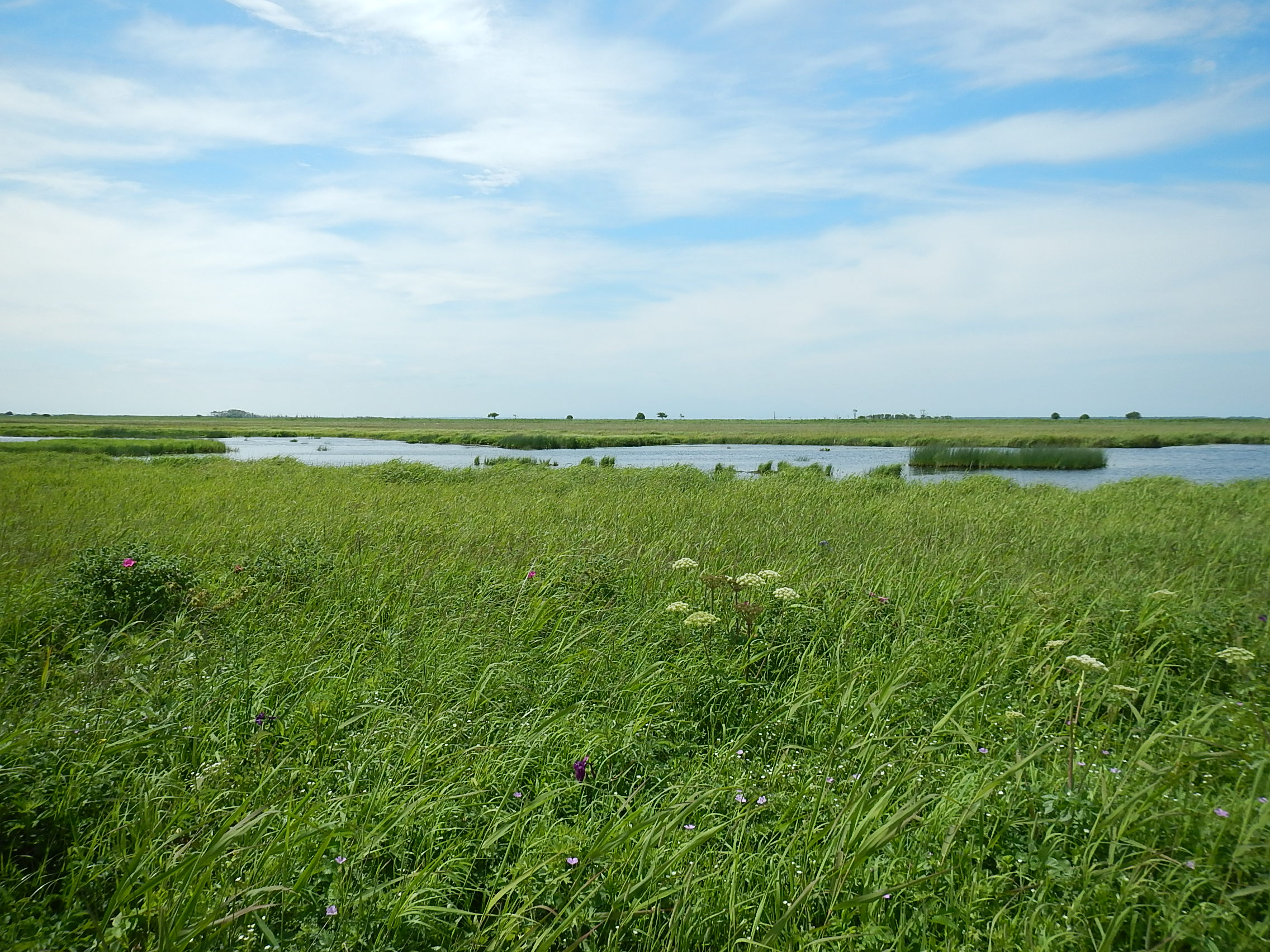
竜神埼原生花園（灯台正面）

野付埼灯台（のつけさきとうだい）は、北海道根室振興局野付半島にある白亜の灯台。

## 特徴
地名上の竜神埼にあたり、野付水道（根室海峡）にあって国後島との最狭部16km（約9海里）に対向した灯台のため、国後島にも光達する。灯台近辺はハマナスを筆頭にエゾカンゾウ、ハナショウブが咲く原生花園となっている。

## 歴史
- 1953年（昭和28年）11月5日 - 初点灯[1]。
- 1982年（昭和57年）11月 - 改築。
- 1992年（平成4年）4月 - レーダービーコン局設置[1]。
- 2016年（平成28年）2月末 - GPSの普及により、レーダービーコン局を廃止[1]。

## アクセス
北海道道950号野付風蓮公園線の終点から徒歩10分。